# Zenta Mauriņa
Zenta Mauriņa , née le 15 décembre 1897 à Lejasciems et morte le 25 avril 1978  à Bâle, est une écrivain, essayiste et philologue lettonne. Elle était l’épouse de l’écrivain letton Konstantīns Raudive.

## Biographie

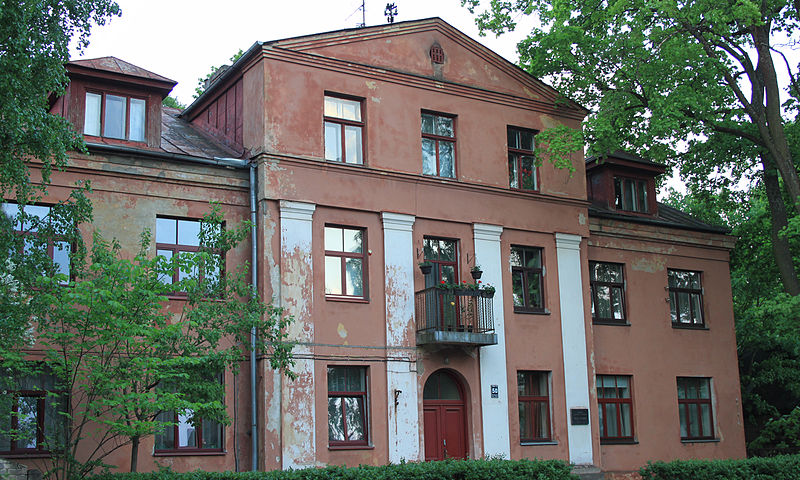
Maison rue Kuldigas-50 à Riga où Mauriņa habitait en 1938-1944.

Mauriņa est née le 15 décembre 1897 à Lejasciems, dans le comté de Vidzeme, sous l'Empire russe, dans la famille du médecin Roberts Mauriņš et de son épouse, la pianiste Mélanie Mauriņa née Knape, originaire de Trikāta. Le père de Melanie Knape était un marchand de lin, sa mère était une professeur d'allemand qui n'avait jamais appris à parler letton. La mère de Mauriņa avait étudié au Conservatoire de Saint-Pétersbourg. L'oncle de Mauriņa, Hans Holzapfel, était le chef d'orchestre symphonique de Liepāja. La famille comptait sept enfants : Irène (1893), Helga (1895), Ieva (1896), Zenta (1897), Verners (1899), Helena (1901), Renate (1907). L'unique fils, Verners, et Irène meurent très tôt. Helga devient institutrice, Ieva épouse un riche marchand suédois, Helena et son mari partent vivre à Faulensee. Zenta a passé son enfance à Grobiņa. Après une poliomyélite à l'âge de cinq ans, elle perd l'usage de ses jambes et, malgré deux opérations tentées à Berlin, est contrainte de se déplacer en fauteuil roulant.
Zenta Mauriņa a étudié au gymnase russe de femmes de Liepāja (1913-1915), puis a étudié la philosophie à l'Université de Lettonie (1921-1923), se spécialisant en philologie balte (1923-1927). Elle a obtenu son doctorat soutenant une thèse sur les œuvres complètes de Fricis Bārda. Sa langue maternelle était le letton, mais depuis son enfance elle parlait couramment l'allemand et le russe. Z. Mauriņa travaillait comme institutrice à l'école supérieure pédagogique de Riga et comme professeur invitée à l'Université de Riga et à Mūrmuiža. En 1929, elle dirigeait sa propre étude littéraire. Durant l'été 1929, elle suit le cursus de littérature et philosophie à l'Université de Heidelberg.
Le 11 mars 1935 a lieu le premier entretien téléphonique entre Mauriņa et Konstantīns Raudive dans lequel elle lui exprime son admiration pour sa traduction du roman Niebla de Miguel de Unamuno. Après leur rencontre, le 25 mars, Raudive écrit dans son journal « j'étais à la fois retourné de la voir aussi handicapée physiquement, mais impressionné par son esprit nomade – comme celui d'un argonaute ». Il s'ensuit la relation d'une vie, mais aucune source ne précise la date de leur mariage. Selon le témoignage d'Irène Mellis, secrétaire de Mauriņa et auteur du livre Trīsdesmit divi gadi kopā ar Zentu Mauriņu (« Trente-deux ans avec Zenta Mauriņa »), Raudive était fasciné par le charisme, les manières princières que Mauriņa ne perdait même dans les situations banales du quotidien ainsi que sa façon de défier le destin quoi qu'il arrive.

## Carrière et bibliographie
La première publication de Mauriņa date du 29 juillet 1919, avec la traduction de la nouvelle de Jānis Akuraters Mana vismīļā dans la revue de presse Libausche Zeitung. Pendant la préparation de son doctorat, Mauriņa écrit les petites pièces pour enfants sous le pseudonyme d'Amenta Zīra : Feja, velns un ragana (Fée, diable et sorcière), Kur laime mīt (Où vit le bonheur), "Ziemassvētku zvaigzne" (Étoile de Noël) en 1924, Jaunais likums (La nouvelle loi) en 1928. Après l'obtention de son diplôme à l'université de Riga, elle enseigne avant d'ouvrir sa propre étude littéraire. Durant l'été 1929, elle étudie la philosophie et la littérature à l'Université de Heidelberg chez E.R.Curtius, F. Gündorf, H. Rickert. En 1937-1940, elle rédige l'almanach littéraire Daugavas gadagrāmata (Valters un Rapa). Sous l'occupation allemande, avec son mari Konstantīns Raudive, elle gère la rubrique « Art et littérature » de la revue de presse Daugavas Vēstnesis.
En 1941, sort son roman Dzīves vilcienā (Dans le train de la vie), suivi de Trīs brāļi (Trois frères) en 1946, Frančeska (1952), Bērza tāss (1971).
En tout, jusqu'en 1944, Mauriņa a publié 19 livres. Ce sont les essais sur Rainis "Daži pamata motīvi Raiņa mākslā"/Quelques principes fondateurs de l’œuvre de Rainis(1928), J.Poruks "Jānis Poruks un romantisms"/Janis Poruks et Romantisme (1929), F.Dostoïevski, A.Brigadere "Baltais ceļš"/Chemin blanc (1935), Dante "Dante tagadnes cilvēka skatījumā"/Dante aujourd'hui (1937), Fricis Bārda "Friča Bārdas pasaules uzskats"/Vision du monde de Fricis Bārda (1938, thèse du doctorat), les portraits de J.Akuraters, Auseklis, Krišjānis Barons, Jānis Jaunsudrabiņš, Kārlis Skalbe dans le recueil Saules meklētāji (« Chasseurs du soleil ») (1938). L'analyse de Mauriņa attache une grande importance au reflet de la personnalité de l'auteur, voire de son histoire personnelle, dans ses écrits. Son intérêt se porte vers les auteurs romantiques dont elle a tendance à souligner les motivations spirituelles
.

## Exil

Un timbre letton à l’effigie de Zenta Mauriņa (1996)

À la fin de la guerre en 1944, fuyant le régime communiste, avec son mari Konstantīns Raudive, elle prend le départ pour l'Allemagne. Mauriņa raconte leurs pérégrinations dans un livre autobiographique écrit en allemand : Die weite Fahrt (Le lointain voyage). En 1946, le couple déménage en Suède où, jusqu'en 1966, ils demeurent à Uppsala 1965. Ils sont retournés en Allemagne et se sont installés dans la ville de Bad Krozingen. Pendant toutes ces années d'exil, Mauriņa donnait un cycle de conférences en Allemagne, en Suisse, en Suède, en Italie et d'autres centres d'enseignement européens.
En 1971, elle fut lauréate de la bourse Konrad Adenauer (1971). Elle décède subitement à Bâle, ville dont elle était citoyenne d'honneur, le 25 avril 1978. Elle repose au cimetière de Bad Krozingen  et où sa tombe est devenue le lieu de pèlerinage des passionnés de son œuvre et de la culture lettonne,.
En septembre 2010, en effectuant des travaux dans les fondations d'une bâtisse au no 1 de la rue Gregora, à Riga, des ouvriers ont exhumé un coffre contenant les archives personnelles du couple Mauriņa-Raudive qui a été confié au musée des Lettres et de la Musique. La direction du musée a lancé un appel aux dons auprès de la population afin de réunir les fonds pour restaurer les précieux documents ayant beaucoup souffert de l'humidité et de la rouille pendant des années.